# 志诚银行
志诚银行，是一家已结业的位于地区性银行，其旧址位于辽宁省沈阳市和平区中华路118号。该建筑目前是辽宁省文物保护单位。

## 历史沿革
1828年，山西太谷县曹氏家族在盛京城开设了渊泉溥、富森竣、咸元会、义泰长、环泉福5家钱庄，主要办理以汇兑为主的存、放、汇业务。1931年九一八事变后，奉天工商业停滞，金融业出现危机，山西曹氏的5家钱庄处于半停业状态。1933年11月，满洲国颁布《私营银行法》以整顿私营金融业，勒令钱庄合并改组为银行。山西曹氏的5家钱庄经过协商，确定合并组成银行，取名志城银行，意在“众志成城”。1935年1月4日，志诚银行正式开业并经营各种存放款、 贴现、押汇、汇兑等业务。1943年，志城银行与奉天实业银行、德义银行合并。同年，志城银行设立鞍山、抚顺、新京、赤峰分行。中国抗日战争结束后，志城银行因无力支付存款，于1945年8月停止营业。1946年1月，志城银行在中华民国政府支持下重新复业。1947年，志城银行董事长陈楚才抽走大量银行资金迁往关内而银行总经理巩天民和郭尊三因与中国共产党地下活动有牵连，被捕入狱，志城银行于1948年3月再次停业。1948年11月辽沈战役结束后，志城银行在东北银行扶持下复业，经营私人工商业存放款和国家银行业务。1955年底，中国人民银行将志诚银行裁撤，转为中国人民银行沈阳市分行储蓄部。1984年，原志诚银行大楼转交至中国工商银行使用至今。2008年10月27日，志诚银行旧址被列为第三批沈阳市文物保护单位。2025年6月4日，志诚银行旧址被列为辽宁省文物保护单位进行保护。

## 建筑特点
现存志诚银行大楼旧址为砖石结构，地上三层，地下一层，建筑总面积总计3300平方米。大楼地下金库和地上一层建于1912年，为当年5家钱庄的用地。大楼二层始建于1932年，为日本人所建。大楼三层为辽沈战役后所建。
大楼建筑立面造型为欧洲新古典主义风格。大楼建筑正立面中部设4组爱奥尼克双柱，两侧的墙面和矩形窗按竖向均匀切割，水泥墙面有水平凹槽，顶端饰有细部图案。目前，中国工商银行只使用了大楼建筑的一层。 二层、三层及地下金库已年久失修。